# آلکساندرا دینو
آلکساندرا دینو (رومانیایی: Alexandra Dinu؛ زادهٔ ۳ ژانویهٔ ۱۹۸۱) بازیگر اهل رومانی است.
از فیلم‌ها یا برنامه‌های تلویزیونی که وی در آن نقش داشته‌است، می‌توان به کاپری، جزیره و ۲۱۱ اشاره کرد.